# Guido Görtzen
Guido Görtzen (ur. 9 listopada 1970 w Heerlen) – holenderski siatkarz, reprezentant kraju, grający na pozycji atakującego. Karierę zawodniczą zdecydował się zakończyć w 2008 roku. Od 2015 roku jest trenerem.

## Sukcesy klubowe
Puchar Holandii:
- 1992, 1995, 2007

Liga holenderska:
- 2007
- 1992, 1995

Liga japońska:
- 1998

Puchar CEV:
- 2001, 2006

Liga włoska:
- 2002

Liga rosyjska:
- 2006

## Sukcesy reprezentacyjne
Mistrzostwa Świata:
- 1994

Mistrzostwa Europy:
- 1997
- 1995

Puchar Świata:
- 1995

Liga Światowa:
- 1996
- 1998

Igrzyska Olimpijskie:
- 1996

Puchar Wielkich Mistrzów:
- 1997

Liga Europejska:
- 2006
- 2004

## Nagrody indywidualne
- 1997: MVP i najlepszy punktujący Ligi Światowej
- 1997: MVP Mistrzostw Europy
- 2000: Najlepszy atakujący Ligi Światowej
- 2001: Najlepszy przyjmujący włoskiej Serie A1 w sezonie 2000/2001
- 2006: MVP Ligi Europejskiej